# Марјам Шејхализадехангјах
Марјам Шејхализадехангјах (азер. Məryəm Şeyxəlizadəxangah, перс. مریم شیخ‌علیزاده; Техеран, 18. јул 2004), азербејџанска је пливачица иранског порекла, учесница олимпијских игара и вишеструка национална рекордерка и првакиња, чија ужа специјалности су спринтерске трке слободним и делфин стилом.

## Спортска каријера
Марјам је рођена у Техерану, главном граду Ирана, у породици азерског порекла. Доста рано је почела да се бави такмичарским пливањем и већ са 11 година је испливала чак 13 нових националних рекорда Ирана. Године 2018. променила је спортско држављанство и преселила се у Баку, где је наставила са даљим пливачким тренинзима.
Већ наредне године је дебитовала под заставом Азербејџана, и то на митинзима светског купа у малим базенима, прво у Казању, а потом и у Дохи (у малим базенима), где је чак успела да се пласира у финале трке на 50 метара делфин стилом (укупно 8. место). 
Током 2020. успела је да се квалификује за наступ на Летње олимпијске игре које су исте године требале бит одржане у Токију. На тај начин је постала првом пливачицом из Ирана која је успела да се икада квалификује за наступ на Олимпијским играма. Пошто су Токијске олимпијске игре због Пандемије вируса ковид одгођене за 2021. годину, Марјам је у међувремену наступила на Европским првенствима за сениоре у Будимпешти и јуниоре у Риму. 
У Токију, на својим првим Олимпијским играма у каријери, Мерјем је пливала у квалификацијама трке на 100 делфин, у првој групи у стази 4, и са временом од 1.01.37 минута, уз нови лични рекорд, заузела је прво место у својој квалификационој групу, односно укупно 30. место у конкуренцији 33 такмичарке. Такмичарску годину је завршила наступом на светском првенству у малим базенима у Абу Дабију (29. и 31. место на 50 и 100 метара делфин стилом). 
На светским првенствима у великим базенима је дебитовала у Будимпешти 2022, са 33. местом у трци на 50 делфин. Нешто касније исте године успела је да освоји две медаље на Играма исламске солидарности у Конији, сребрну на 50 делфин и бронзану на 100 метара делфин стилом. Били су то уједно и њени највећи успеси у дотадашњој пливачкој каријери.
Након завршене средње школе 2023. одлази у Сједињене Државе на студије на Универзитету Аризоне у Тусону, где наставља са пливањем такмичећи се за свој универзитетски тим. 
Пливала је и на Европском првенству у Београду 2024, где је успела да исплива два лична рекорда у тркама на 50 и 100 метара слободним стилом. 
Захваљујући специјалној позивници по други пут је учествовала на Олимпијским играма, овај пут у Паризу 2024. године. У Паризу је пливала у квалификацијама трке на 50 метара слободним стилом. Наступила је у шестој квалификационој групи где је пливала у стази 5, и са временом од 26.76 секунди заузела је треће место у својој квалификационој групи, односно укупно 35. место у конкуренцији 79 такмичарки.